# Biennale d'illustration de Bratislava
Pour les articles homonymes, voir BIB.
La Biennale d'illustration de Bratislava (BIB) est une manifestation artistique internationale d'illustration qui se tient les années impaires, de septembre à octobre, à Bratislava, en Slovaquie. Elle a été créée en 1967, et elle rassemble des illustrateurs de littérature jeunesse du monde entier. Elle est organisée par l'International House of Art for Children de Bratislava (Bibiana).
Selon le Centre national de littérature pour la jeunesse elle est « La plus renommée des compétitions internationales dans le domaine de l'illustration de livres pour la jeunesse, qui se tient tous les deux ans depuis sa création sous les auspices de l'UNESCO et du ministère de la culture slovaque. Les œuvres présentées en compétition sont choisies par les sections nationales de IBBY parmi les travaux les plus remarquables des artistes de leur pays. »
Durant la BIB, un jury international décerne trois prix aux meilleurs illustrateurs, pour leurs ouvrages jeunesse : Grand Prix BIB, Golden Apple BIB (Pomme d'Or de Bratislava) et Plaque BIB (Plaque d'Or de Bratislava ou Plaquette d'Or, selon les traductions françaises).
Il existe également des Honorary Mentions (Mentions d'honneur), qui depuis 1997 récompensent uniquement des éditeurs.
Note : Parallèlement à la BIB, le Bibiana organise également la Biennale d'animation de Bratislava (BAB), qui rassemble des réalisateurs et récompense des films d'animation.

## Historique
En 1967, la première édition de la BIB rassemble 320 illustrateurs venus de 25 pays.
En 2017, la BIB a fêté ses 50 ans, et durant ses 25 éditions, elle a rassemblé 7 580 illustrateurs venus de 110 pays, a présenté 59 860 illustrations originales, et a présenté 9 500 ouvrages.

## Prix décernés

### Grand Prix BIB
Un seul Grand Prix est décerné à chaque BIB.
Depuis 1967, après 56 années et 28 éditions jusqu'en 2023, trois illustrateurs français ont reçu le Grand Prix BIB : Frédéric Clément en 1985, Martin Jarrie en 1997, et Éric Battut en 2001.
Trois lauréats du Grand Prix est le plus haut palmarès d'un pays, à ce jour. Trois autres pays ont reçu trois Grands Prix : l'Allemagne, le Japon et la Pologne.

### Pomme d'or BIB
Ou Golden Apple BIB en anglais.
Plusieurs Pommes d'Or sont décernées à chaque biennale. Depuis 1967, six illustrateurs français ont reçu la Pomme d'Or ; quatre illustrateurs suisses ; et trois illustrateurs belges.

### Plaque d'Or BIB
Ou Plaque BIB en anglais.
Plusieurs Plaques d'Or sont décernées à chaque BIB.
Depuis 1967, six illustrateurs français ont reçu la Plaque d'Or, dont Mireille Vautier qui a été récompensée par deux fois successives, en 1993 et 1995.
De nombreux illustrateurs suisses ont été récompensés, et, par trois fois, Étienne Delessert, en 1969, 1979 et 1985.
Un seul illustrateur belge a reçu la Plaque d'Or, et par deux fois successives, Carll Cneut, en 2003 et 2005.

## Mention d'honneur
Il existe également des Honorary Mentions (Mentions d'honneur), qui depuis 1997 récompensent uniquement des éditeurs.

### Quelques mentions aux illustrateurs
- 1967 :  Ib Spang Olsen pour Kiosken på torvet
- 1969 :  Farshid Mesghali pour The little black fish (texte de Samad Behrangi)
- 1971 :  John Burningham pour Mr. Gumpy's outing (Jonathan Cape) (La Promenade de M. Gumpy, Flammarion)
- 1973 :  Józef Wilkoń pour List do Warszawy (texte de Tadeusz Kubiak)
- 1975 :  Ib Spang Olsen pour Gamle fru Glad, og, Hendes hund
- 1979 :  Lisbeth Zwerger pour Das fremde Kind (texte de Ernst Theodor Amadeus Hoffmann) et pour Hänsel und Gretel (texte de Jacob Grimm et Wilhelm Grimm )
- 1987 :  Béatrice Poncelet pour Je reviendrai le dimanche 39 (Albin Michel jeunesse)

### Quelques mentions aux éditeurs
- 1985 :  Les éditions Laurence Olivier Four, et leur ouvrage Le Joueur de plume de Olivier Poncer
- 1987 :  Les éditions Laurence Olivier Four, et leur ouvrage Oiseau rouge de Patrick Fort
- 1989 :  Les Éditions Ipomée, et leur ouvrage La Petite Fille incomplète de Martine Delerm
- 2021 :
  -  éditions Verzone
  -  éditions Topipittori
  -  éditions Zahori books